# 新英格兰犹太人大屠杀纪念碑

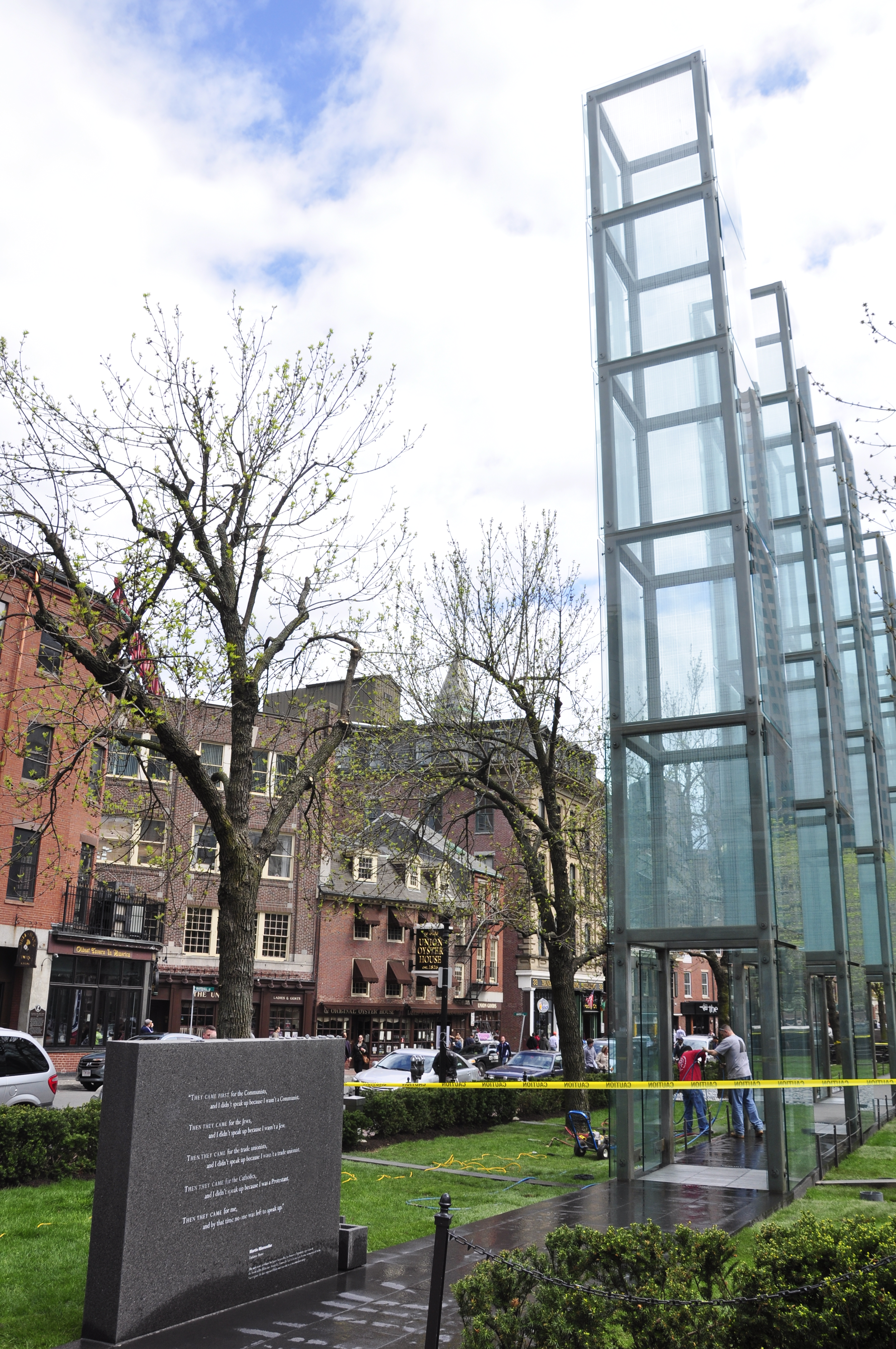
新英格兰大屠杀纪念碑

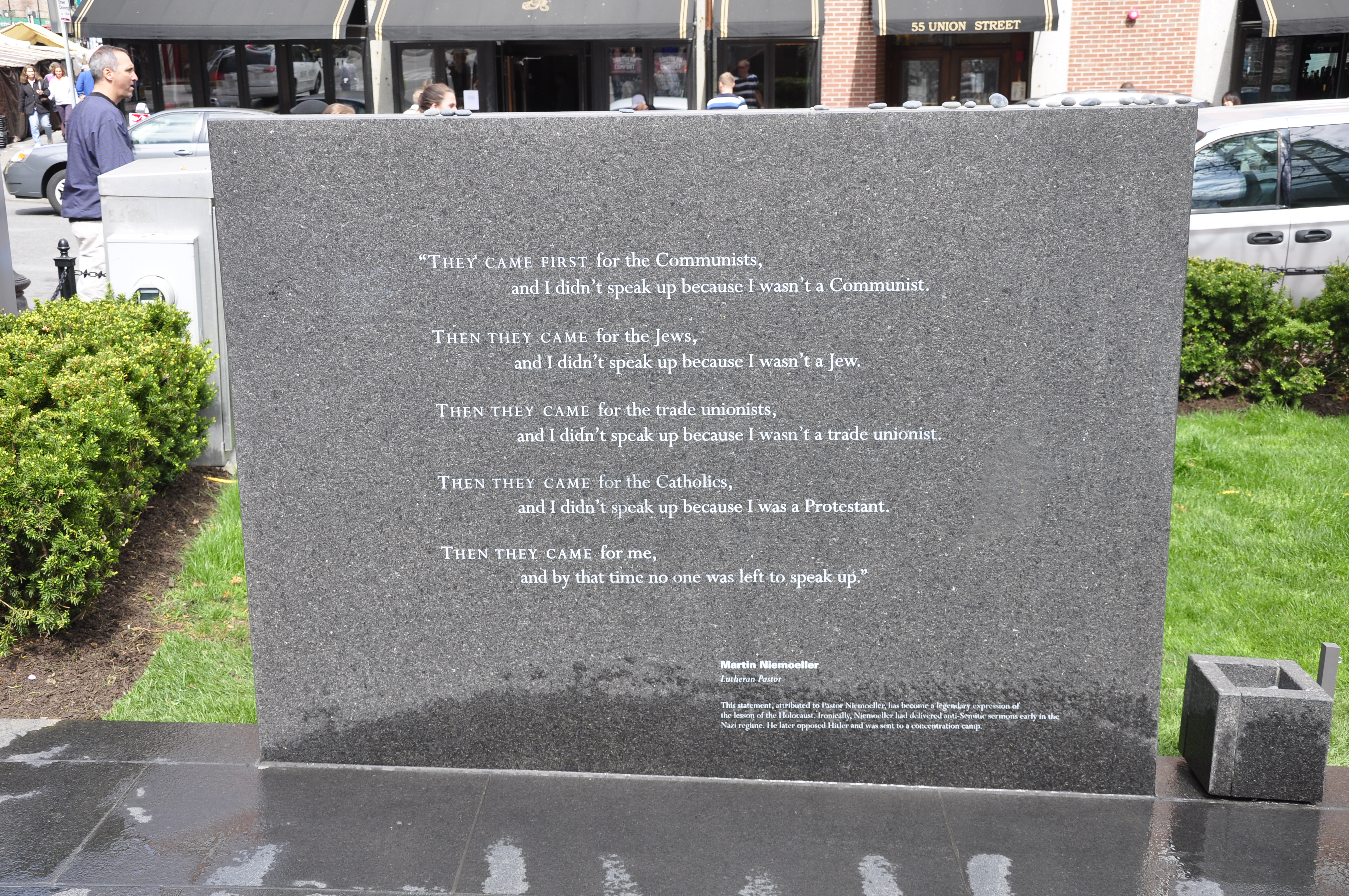
石碑以及碑文

新英格兰大屠杀纪念碑（英語：New England Holocaust Memorial）位于美国马萨诸塞州波士顿，为了纪念在第二次世界大战中被杀害的犹太人于1995年修建。整个建筑群由六个玻璃塔构成，分别代表了纳粹德国建立的迈丹尼克集中营、切姆诺集中营、索比堡集中营、特雷布林卡集中营、贝尔赛克集中营以及奥斯威辛集中营。六座玻璃塔上一共雕刻了六百万个数字，表达了对六百万大屠杀罹难者的怀念。
除了玻璃塔外，在建筑群的入口处树立了一块石碑，上面镌刻着馬丁·尼莫拉的一首著名的诗--“起初他們”。该石碑以及碑文被广泛的引用，但是碑文与尼莫拉的原著诗句略有出入。

## 碑文
|                    | THEY CAME FIRST for the Communists, and I didn't speak up because I wasn't a Communist. THEN THEY CAME for the Jews, and I didn't speak up because I wasn't a Jew. THEN THEY CAME for the trade unionists, and I didn't speak up because I wasn't a trade unionist. THEN THEY CAME for the Catholics, and I didn't speak up because I was a Protestant. THEN THEY CAME for me, and by that time no one was left to speak up.＂ |
| ——Martin Niemoller | |

|               | 起初，他們追殺共產主義者，我保持沉默，因為我不是共產主義者； 當他們追殺猶太人，我保持沉默，因為我不是猶太人； 當他們追殺工會成員，我沒有說話，因為我不是工會成員； 當他們追殺天主教徒，我保持沉默，因為我是新教徒； 最後，當他們對付我的時候，再也沒有人站出來為我說話了。 |
| ——馬丁·尼莫拉 | |